# Daniel Orton
Daniel Joseph Orton (Oklahoma City, Oklahoma, 6 de agosto de 1990) es un exjugador de baloncesto estadounidense que disputó tres temporadas en la NBA y varias más en otras ligas. Con 2,08 metros de estatura, jugaba en la posición de ala-pívot.

## Trayectoria deportiva

### Universidad
Jugó durante una única temporada con los Wildcats de la Universidad de Kentucky, en las que promedió 3,4 puntos, 3,3 rebotes y 1,4 tapones por partido. En 17 partidos consiguió dos o más tapones, a pesar de jugar solo 13,4 minutos por encuentro. Su mejor partido lo jugó ante Rider, consiguiendo 14 puntos y 6 rebotes.
El 8 de mayo de 2010 se declaró elegible para el Draft de la NBA, renunciando a los tres años que le quedaban de carrera.

### Profesional

#### NBA
Fue elegido en la vigésimo novena posición del Draft de la NBA de 2010 por Orlando Magic. A principios de diciembre de 2010, fue asignado a los New Mexico Thunderbirds de la Liga de desarrollo de la NBA. En su segundo partido con los Thunderbirs, sufrió una lesión en la rodilla por la cual se perdió el resto de la temporada.
El 27 de enero de 2012, hizo su debut en la NBA en una derrota de los Magic contra los New Orleans Hornets.
Tras dos temporadas con los Magic, en la que apenas disputó 16 encuentros en la segunda, el 4 de agosto de 2012 firma con Oklahoma City Thunder.
Tras una temporada en Oklahoma en la que alternó con el filial de la D-League, los Tulsa 66ers, el 10 de octubre de 2013, es cortado por los Thunder, firmando el 16 de octubre con Philadelphia 76ers.

#### Asia
En 2014 jugó con el Sichuan Blue Whales chino de 14,3 puntos y 9,5 rebotes, donde coincidió con Metta World Peace, posteriormente se fue al Purefoods Star Hotshots filipino aunque no llegó a debutar, al final recaló en el Grand Rapids Drive de la D-League, promediando 6,7 puntos y 5,8 rebotes por partido.
[actualizar]

## Estadísticas de su carrera en la NBA

### Temporada regular
| Año     | Equipo        | PJ | PT | MPP  | %TC  | %3P  | %TL  | RPP | APP | ROB | TPP | PPP |
| ------- | ------------- | -- | -- | ---- | ---- | ---- | ---- | --- | --- | --- | --- | --- |
| 2011–12 | Orlando       | 16 | 2  | 11.7 | .567 | .000 | .440 | 2.4 | .3  | .5  | .6  | 2.8 |
| 2012–13 | Oklahoma City | 13 | 0  | 8.0  | .462 | .000 | .529 | 2.0 | .3  | .3  | .2  | 2.5 |
| 2013–14 | Philadelphia  | 22 | 4  | 11.4 | .447 | .000 | .767 | 2.8 | .7  | .3  | .7  | 3.0 |
| Total   | Total         | 51 | 6  | 10.6 | .485 | .000 | .597 | 2.5 | .5  | .4  | .5  | 2.8 |

### Playoffs
| Año   | Equipo  | PJ | PT | MPP | %TC  | %3P  | %TL   | RPP | APP | ROB | TPP | PPP |
| ----- | ------- | -- | -- | --- | ---- | ---- | ----- | --- | --- | --- | --- | --- |
| 2012  | Orlando | 4  | 0  | 2.3 | .000 | .000 | 1.000 | .5  | .0  | .0  | .0  | 1.0 |
| Total | Total   | 4  | 0  | 2.3 | .000 | .000 | 1.000 | .5  | .0  | .0  | .0  | 1.0 |